# Batalhão Internacional da Liberdade
O Batalhão de Liberdade Internacional (Turco: Enternasyonalist Özgürlük Taburu, Curdo: Tabûra Azadî ya Înternasyonal‎, Árabe: تابور الحرية العالمي‎‎), comumente abreviado como BLI (português), IFB (inglês) ou EÖT (turco), é um grupo armado constituído por combatentes de esquerda de todo o mundo que lutam pelas Unidades de Proteção Popular e pela Revolução em Rojava contra o Estado Islâmico do Iraque e do Levante. A formação do Batalhão de Liberdade Internacional foi anunciado no dia 10 de Junho de 2015 em Ras al-Ayn. A inspiração do grupo surgiu a partir do exemplo das Brigadas Internacionais que atuaram durante a Guerra Civil Espanhola, cujos combatentes eram, em sua maioria, anarquistas e marxistas-leninistas.

## Grupos
O Batalhão de Liberdade Internacional é formado por combatentes revolucionários de variadas organizações da esquerda armada (bem como indivíduos que não fazem parte de nenhum outro grupo) cuja maioria atuava no YPG antes da formação do Batalhão. Essas organizações incluem:

### Forças Guerrilheiras Internacionais e Revolucionárias do Povo (IRPGF)
As Forças Guerrilheiras Internacionais e Revolucionárias do Povo (inglês:International Revolutionary People's Guerrilla Forces abreviado como IRPGF) foi um coletivo militante, armado, auto-organizado e horizontal de combatentes anarquistas estrangeiros de todo o mundo. A formação do IRPGF foi anunciada em 31 de março de 2017 em um vídeo e versão de texto para vários sites revolucionários e organizações de mídia. De acordo com a declaração do grupo, seus objetivos eram defender a revolução social em Rojava e espalhar o anarquismo. Eles são uma organização membro e parte da equipe de gerenciamento do Batalhão Internacional de Liberdade desde abril de 2017, anunciado pela IFB em 17 de maio em sua página no Facebook. Suas campanhas de formação pública e de solidariedade ganharam interesse e apoio de todo o mundo, bem como a contração. Em 24 de julho, o grupo estabeleceu uma unidade LGBT, o TQILA. A organização foi desativada em 2018, e a dissolução anunciada em um comunicado na rede social Twitter.

### Partido Comunista Marxista-Leninista
Partido Comunista Marxista-Leninista (Turkish: Marksist-Leninist Komünist Partisi, abreviado como MLKP) é um partido clandestino turco de ideologia Comunista/Hoxhaista. Os combatentes do MLKP são comumente enviados para a Síria para lutar ao lado das Unidades de Proteção do Popular desde o ano de 2012. Combatentes do MLKP também se juntaram ao Partido dos Trabalhadores do Curdistão no norte do Iraque durante a defesa das minorias Yazidi em Sinjar. Em Abril de 2015, foi anunciada a fundação de uma unidade permanente de treinamento militar nas regiões controladas pelo PKK no Curdistão/Iraque. Em Março de 2015, uma jovem alemã de 19 anos, Ivana Hoffmann, foi morta durante uma batalha contra o ISIS na cidade de Tell Amer, se tornando a terceira estrangeira morta a lutar pelo lado do MLKP, bem como a primeira mulher morta em combate pelo YPG. A ala feminina do MLKP, Komünist Kadın Örgütü, também está envolvida no conflito. O MLKP foi uma das principais forças que inicialmente construíram o Batalhão.

### TKP/ML TİKKO
O Exército de Libertação dos Trabalhadores e Camponeses da Turquia (Turco: Türkiye İşci ve Köylü Kurtuluş Ordusu, abreviado como TİKKO) é uma ala armada do Partido Comunista da Turquia/Marxista-Leninista (Turco: Türkiye Komünist Partisi/Marksist-Leninist, abreviado como TKP/ML), uma organização insurgente Maoísta  da Turquia. Em 25 de Março, o quartel general da TKP/ML TİKKO em Serêkaniyê foi atacado com motocicletas-bomba causando ferimentos leves a 2 membros do grupo.

### Forças Unidas da Liberdade
Forças Unidas da Liberdade (turco: Birleşik Özgürlük Güçleri, ou BÖG), inspirada pelas Brigadas Internacionais da Guerra Civil Espanhola, foi fundada em Dezembro de 2014 na cidade de Kobane como uma organização estrangeira de revolucionários e grupos de esquerda, socialistas e anarquistas. 

### Reconstrucción Comunista
Reconstrução Comunista (Espanhol: Reconstrucción Comunista, abreviado como RC) é um grupo Marxista-Leninista da Espanha. O grupo carrega a variante da bandeira da Segunda República Espanhola. A RC têm fortes laços com o MLKP.  Dois membros do grupo já foram presos ao retornarem para a Espanha e foram acusados de participarem de um conflito armado no exterior e de oferecer risco aos interesses nacionais, bem como de participarem de organizações "terroristas".

### Brigada Bob Crow
A Brigada Bob Crow (abreviada como BCB) é um grupo de combatentes revolucionários britânicos e irlandeses que carregam o nome de Bob Crow, um comunista e líder sindical britânico que morreu em Março de 2014. 

### Brigada Henri Krasucki
A Brigada Henri Krasucki é um grupo de combatentes da França. Inspirados pela Brigada Bob Crow, colocaram como o nome da organização o legado de Henri Krasucki, líder sindical francês. O grupo expressou solidariedade com a greve da CGT e com os trabalhadores da Air France durante a greve de 2015.